# پوریسوو
پوریسوو (به لاتین: Purysevo) یک منطقهٔ مسکونی در روسیه است که در سرزمین آلتای واقع شده‌است.